# Nicolas Barral
Pour les articles homonymes, voir Barral.
Nicolas Barral, né le 22 décembre 1966 à Paris, est un dessinateur de bande dessinée français. 
Il est notamment connu pour avoir repris, en alternance avec le dessinateur Emmanuel Moynot, la série de bande dessinée Nestor Burma, adaptation des romans de l'écrivain français Léo Malet, succédant ainsi à Jacques Tardi.

## Biographie
Ancien élève au lycée Louis-le-Grand à Paris, il passe le baccalauréat (série philosophie/mathématiques - anciennement bac A1). Nicolas Barral étudie ensuite durant une année les arts plastiques et intègre l'école d'Angoulême où il étudie le dessin avec  Robert Gigi. 
Barral commencé sa carrière à OK Podium sur la réalisation des pages de bande dessinée. Lors d’un concours de jeunes talents, il est remarqué par Jean-Christophe Delpierre, qui l’invite à rejoindre à l’équipe de Fluide glacial.
Il travaille sur un premier projet en 1995 avec Les Ailes de plomb, réalisé avec Christophe Gibelin. Il travaille ensuite avec Pierre Veys sur des nouvelles mettant en scène Sherlock Holmes et le Docteur Watson sous un jour parodique. En 2005, les deux auteurs font de même avec Blake et Mortimer avec l'album parodique Les Aventures de Philip et Francis.
En 2008, Nicolas Barral crée en tant que scénariste, la bande dessinée Mon pépé est un fantôme, le dessinateur étant Olivier Taduc. Il revient au dessin avec le personnage de Nestor Burma créé par Jacques Tardi qu'il admire. Son trait, très proche de ce grand dessinateur français lui permet cette reprise du personnage et de créer de nouveaux albums avec l'accord de Jacques Tardi.
En 2021, il publie en tant que scénariste et dessinateur Sur un air de fado (Dargaud), récit se déroulant à Lisbonne sous la dictature de Salazar.
En 2024, paraît chez Dargaud une bande dessinée titrée L'intranquille monsieur Pessoa qui raconte l'histoire de Fernando Pessoa, auteur portugais mort en 1935. Un journaliste qui doit rédiger la chronique nécrologique de Pessoa mourant tente de retracer les évènements de la vie de l'auteur aux multiples hétéronymes. En fait, Pessoa aurait publié sous de multiples noms d'auteurs. 

## Œuvres
- Les Ailes de plomb, avec Christophe Gibelin :
  - tome 1 : Vol de nuit (1996)
  - tome 2 : Le Vol du Balbuzard (1998)
  - tome 3 : L'affaire est dans le lac (2000)

- Baker Street, avec Pierre Veys :
  - tome 1 : Sherlock Holmes n'a peur de rien (1999)
  - tome 2 : Sherlock Holmes et le Club des sports dangereux (2001)
  - tome 3 : Sherlock Holmes et les Hommes du Camellia (2002)
  - tome 4 : Sherlock Holmes et l'Ombre du M (2003)
  - tome 5 : Le Cheval qui murmurait à l'oreille de Sherlock Holmes (2008)

- Les Aventures de Philip et Francis, avec Pierre Veys :
  - tome 1 : Menaces sur l'Empire (2005)
  - tome 2 : Le Piège machiavélique (2011)
  - tome 3 : S.O.S. météo (2014)

- Dieu n'a pas réponse à tout, avec Tonino Benacquista, Prix Albert-Uderzo : Sanglier du Meilleur Album 2007 [6]
  - tome 1 : Dieu n'a pas réponse à tout (mais Il est bien entouré) (2007)
  - tome 2 : Dieu n'a pas réponse à tout (mais Il sait à qui s'adresser) (2008)
  - tome 3 : Dieu n'a pas réponse à tout (mais Il sait déléguer) (2021)

- Mon pépé est un fantôme, avec Olivier Taduc (dessin) :
  - Saison 1 [4],[7] (2008)
  - Saison 2[8],[9] (2009)
  - Saison 3[10] (2010)
  - Saison corse[11],[12] (2011)

- Nestor Burma :
  - Boulevard... ossements[13],[14], d'après le roman éponyme de Léo Malet et l'univers graphique de Jacques Tardi, Casterman (2013)
  - Micmac moche au Boul'Mich[15],[16], Casterman (2015)
  - Corrida aux Champs-Élysées[17], Casterman (2019)

- Les Cobayes[18],[19],[20], avec Tonino Benacquista, Dargaud (2014)
- Le Guide mondial des records, avec Tonino Benacquista, Dargaud (2017)

- Sur un air de fado[21],[22], Lisbonne sous la dictature en 1968, Dargaud (2021)  (ISBN 9782912058591)